# Kapten Detterling
Kapten Detterling (1917 - ????) är en av de genomgående karaktärerna i Simon Ravens romansvit Alms for Oblivion. Han är den enda karaktären som i en eller annan form förekommer i samtliga tio romaner. Hans vidare öden skildras i den senare sviten The First-Born of Egypt.

## Fiktiv biografi
Detterling kommer från aristokratin och tillhör en gren av samma ätt som Lord Canteloupe. Vid 20 års ålder går Detterling (enligt vad han själv uppger) in i kavalleriet då han har en romantisk böjelse för just denna vapengren. Emellertid håller hästarna på att ersättas av stridsvagnar ("avskyvärda, oljiga saker") 1937 och Detterling nödgas anpassa sig till verkligheten. Under andra världskriget blir den helt oskyldige Detterling genom slarv indragen i en härva av svarthandel med bensin och får sin karriär förstörd. Enligt vad han själv beskriver (i Bring Forth The Body) får han därefter endast uppdrag som utåt kan verka behagliga men som är värdelösa i hans egna ögon och han når aldrig högre grad än kaptens.
1945 är han sålunda rekryterare för sitt regemente och lyckas bl.a. värva Fielding Gray som inte har någon annanstans att ta vägen. 1946 är han instruktör i Bangalore medan Peter Morrison tjänstgör där. Han lämnar armén och är 1952 parlamentsledamot men har ändå vissa fortsatta relationer med armén. Han är medlem i Morrisons "Young England Group" tillsammans med bl.a. Carton Weir. 1959 inleder han ett samarbete med förläggaren Gregory Stern samtidigt som denne tar sig an Fielding Gray som författare.
Han varvar politik och förlagsverksamhet under 60-talet. Detterling är, såsom han framställs, en ganska nollställd person som vare sig är särdeles sympatisk eller osympatisk. Det förekommer inte en enda scen i hela romansviten där han blir upprörd på något vis utan han bevarar sitt lugn i de mest absurda situationer. 1972 utreder Detterling i det tysta sin gode vän Somerset Lloyd-James död. Året därpå blir han själv Lord Canteloupe då hans släkting avlidit utan närmare manliga släktingar än just Detterling. Romansviten slutar med att Detterling försöker anpassa sig till den behagliga men något ovana rollen som lord.